# Resolución 23 del Consejo de Seguridad de las Naciones Unidas
La resolución 23 del Consejo de Seguridad de las Naciones Unidas,  aprobada el 18 de abril de 1947, determinó ampliar la presencia de la Comisión establecida mediante la resolución 15 para continuar con el seguimiento de la situación en la zona.
La votación se adoptó con nueve votos a favor. Polonia y la Unión Soviética se abstuvieron en la votación.